# Angelo Trezzini
Pour l’article homonyme, voir Domenico Trezzini.
Pour l’article homonyme, voir Pietro Trezzini.
Angelo Trezzini, né à Milan en 1827 et mort en 1904, est un peintre suisse d'origine italienne, du XIXe siècle.

## Biographie
Angelo Trezzini  fréquenta l'Académie des beaux-arts de Brera à Milan et travailla à l'atelier de son gendre Domenico Induno.
Afin d'échapper aux Autrichiens lors des émeutes de Milan (1848), il se réfugie chez ses grands parents à Astano en Suisse, où il accueille les frères Induno Gerolamo et Domenico (époux de sa sœur Emilia) avec lesquels il avait pris part à la Première guerre d'indépendance italienne.
En 1859, il combat avec les Chasseurs des Alpes de Giuseppe Garibaldi. En 1861, il remporte le concours Mylius pour la peinture de genre[réf. nécessaire].
De 1876 jusqu'à sa mort en 1904, il est professeur et directeur d'enseignement artistique dans une école professionnelle féminine à Milan.
Il a peint surtout des petits tableaux de genre.

## Œuvres
- Battaglia di San Fermo (Bataille de San Fermo)
- La Morte del capitano De Cristoforis (La Mort du capitaine De Cristoforis)
- Un Cacciatore delle Alpi (Un Chasseur des Alpes)
- En allant à la Messe
- Couturière fatiguée
- Femme regardant la mer

## Sources
- (it) Cet article est partiellement ou en totalité issu de l’article de Wikipédia en italien intitulé « Angelo Trezzini » (voir la liste des auteurs).